# Campo (Campo Lameiro)
Campo (llamada oficialmente San Miguel do Campo) es una parroquia del municipio español de Campo Lameiro, en la provincia de Pontevedra, Galicia.

## Toponimia
La parroquia también es conocida por los nombres de San Miguel de Campo y San Miguel P. de Campo.

## Historia
Hacia mediados del siglo XIX, el lugar, por entonces referido como una feligresía, tenía contabilizada una población de 887 habitantes. Aparece descrito en el quinto volumen del Diccionario geográfico-estadístico-histórico de España y sus posesiones de Ultramar de Pascual Madoz con las siguientes palabras:

CAMPO (San Miguel do): felig. cap. del ayunt. de su nombre en la prov. de Pontevedra (3 leg.), part. jud. de Caldas de Reyes (2), dióc. de Santiago (6): sit. á la der. del r. Lerez, en una encañada circuida de montañas, donde le combaten principalmente los aires del N. y S.; el clima es frio y propenso á fiebres y dolores de costado. Las casas son de mediana fáb. y se hallan distribuidas en los l. que la componen á saber: Costa, Chacente, Alende, Liñariños, Praderrey y Feria del Campo, residiendo en este último la municipalidad. Tiene una escuela de primeras letras, á la cual asisten bastantes niños, cuyo maestro no disfruta sueldo fijo, porque es una persona particular, quien por aficion desempeña dicho cargo. La igl. parr. está dedicada á San Miguel, y servida por un cura de provision ordinaria; hallándose tambien una ermita que ninguna particularidad ofrece. Confina el térm. con las felig. de Moimenta, Fragas y San Isidro de Montes. Ademas del mencionado r. Lerez hay varios arroyos, que partiendo de diversos puntos, van á desaguar en aquel. El terreno participa de monte y llano, en el primero se crian árboles de distintas clases y abundante tojo. Los caminos conducen á Pontevedra, Baños de Cuntis y á otros pueblos, y se encuentran en regular estado. El correo se recibe 3 veces á la semana de la adm. de Pontevedra. prod.: centeno, maiz, patatas, legumbres, lino, vino y frutas, se cria ganado vacuno, caballar, lanar y cabrio; caza de liebres, conejos y perdices, y pesca de truchas, anguilas y otros peces menudos. ind.: ademas de la agricultura, existen algunos molinos harineros. pobl.: 210 vec., 887 alm. contr. (V. el art. del ayunt.)
(Madoz, 1846, p. 367)

## Organización territorial
La parroquia está formada por ocho entidades de población:
- A Betarra
- Alagoa (A Lagoa)
- Alende
- Chacente
- Lameiro
- Liñariños
- Moraño (Morañó)
- Praderrey (Praderrei)

## Demografía
| Gráfica de evolución demográfica de Campo entre 2000 y 2023 |
|                                                             |
| Datos según el nomenclátor publicado por el INE.            |

## Patrimonio
- Iglesia de San Miguel.[6]